# 2023年曼谷暹罗百丽宫枪击案

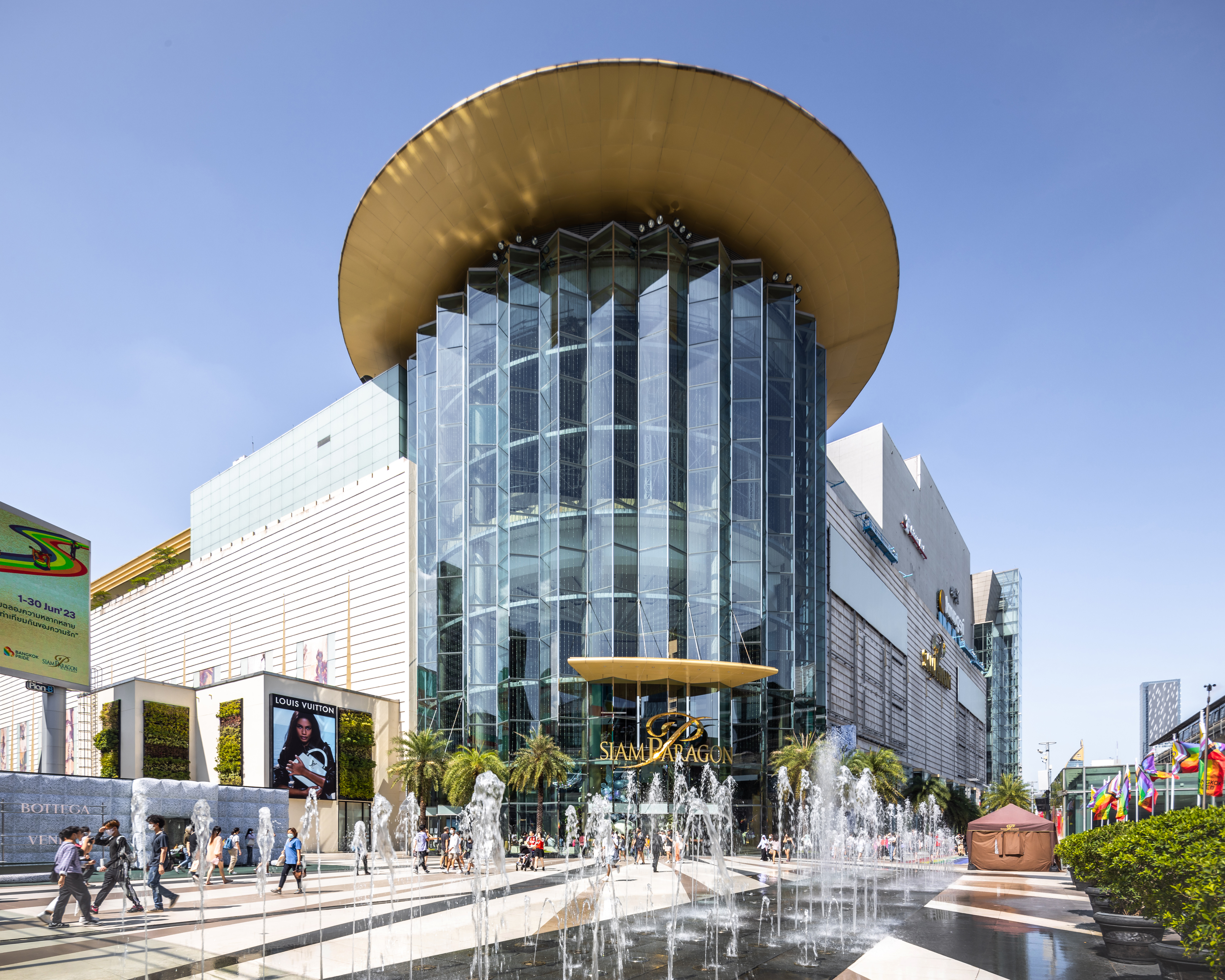
暹罗百丽宫外景

2023年10月3日，泰国首都曼谷暹罗百丽宫发生一起大规模枪击事件。嫌疑人（时年14周岁）在向泰国皇家警察自首后被捕。嫌疑人的学校离暹罗广场很近，他手持一把手枪，在一家家具店枪杀一名缅甸工人和一名中国游客，并打伤另外五人。10月14日，一名泰国女子因伤势过重不治身亡，为此次事件的第三名死者。

## 背景
在东南亚国家中，泰国的拥枪率相对较高。据估计，泰国民间持枪人数超过1030万，而合法登记的枪支只有620万支。而该国的枪杀案数量亦居东南亚国家第二。然而，大规模的无差别枪击案相当罕见，但近年亦不乏重大案件。2020年，一名士兵在那空叻差是玛杀害29人；2022年一名前警官在農磨蘭普府的，以刀枪杀害39人。
暹罗百丽宫购物中心是曼谷最著名的购物中心之一，因附近设有曼谷天铁的暹羅車站，因此交通便利，加上商场拥有高端商店、水族馆和电影院，深受当地人和游客的喜爱。该购物中心在2013年被Instagram评为出镜率最高的地方。

## 事件经过
据《民意报》报道，嫌犯于当地时间下午3时35分到达暹羅車站。3时42分，嫌犯进入商场并进入地处夹层的厕所。
枪击在当地时间下午4时30分左右发生。警方称，嫌犯声称有人要袭击他，故持格洛克9毫米單膛室手槍开枪射击。警方和商场保安开始疏散员工及顾客，而其他顾客则躲藏在商场各处。
据《民意报》报道，当时正在暹罗百丽宫的一位不愿透露姓名的泰国网民在社交媒体Twitter上发帖称，她帮助了一对中国双胞胎孩子，“他们的母亲中枪了，他们无法联系到她”，后来警方证实“他们的母亲已经丧生”。事件发生后十分钟内，警方在商场后方的暹罗凯宾斯基酒店三楼抓获了一名十四岁的嫌疑人。
据报道，这名14岁的嫌疑人因子弹打光而自首，随后于下午5时10分被捕。逮捕时的照片显示，嫌犯是一名长髮少年，戴着眼镜，身穿深色衬衫、卡其色长裤及带有美国国旗的棒球帽。嫌犯没有拒捕，据称其使用手枪作案，且被逮捕时身上仍有弹药。
事发时马来西亚柔佛州王储东姑依斯迈一家就在暹罗百丽宫附近一家酒店的大堂里。事件发生后，王储一家立即跑进酒店的地下室，由保镖组成人墙护送至安全地方。王储随后要求司机把他们送到马来西亚大使馆，司机说新加坡大使馆更近，于是一行人到新加坡大使馆暂避。随后王储一行乘坐飞机返回柔佛，历时三个小时抵达。事后，王储东姑伊斯迈表示事件是自己经历过的最糟糕的情况。

## 受害者
| 国籍           | 死亡 | 受伤 |
| -------------- | ---- | ---- |
| 中华人民共和国 | 1    | 1    |
| 緬甸           | 1    | 0    |
| 泰國           | 1    | 2    |
|                | 0    | 1    |
| 总人数         | 3    | 5    |

当局称有两名女子（一名30岁的中国游客和一名缅甸工人）死亡，另有五人（包括另一位中国公民和一名老挝公民）受伤。受害之一彭皮万（Penpiwan Mitthampitak）在历经10天的抢救后于13日凌晨不幸逝世，得年30岁。

## 犯罪嫌疑人
嫌犯被拘禁于巴吞旺县警察局。局长托萨克·苏克维莫尔称嫌疑人在商场附近（暹罗景苑）的一所学校上学，曾在皇家拉贾维蒂医院接受精神疾病治疗，但近期已停止服药，托萨克称嫌疑人“神志不清，无法接受讯问”。因嫌犯为未成年人，托萨克拒绝披露更多细节。离商场几米远的一所私立替代中学“The Essence”的校长也证实了这一点，他确认嫌疑人是该校的一名学生。校长还邀请受事件影响的家长和学生与他会谈。
泰国警方宣布对涉案嫌疑人提出五项刑事指控，包括蓄意谋杀、以图谋杀、未经批准持有火器、未经批准持火器进入公共场所、未经批准在公共场所开枪。医生表示嫌犯目前状态暂不适合审讯。警方还在曼谷及也拉府突袭搜捕了三名涉嫌为嫌犯出售枪支弹药的人士，并在三人的居所内搜出多把用来发射空包弹的枪支、数百发空包弹和枪管。通话记录显示嫌犯在事发一个月前曾联系过他们。10月7日，警方再拘捕三人，他们涉嫌非法售卖弹药给枪击案嫌疑人。

## 后续
受此事件影响，毗邻暹罗百丽宫的曼谷大众运输暹羅車站于当地时间下午4时40分暂时关闭。警方封锁了通往暹罗百丽宫和暹罗探索的出口，旅客被迫使用连接暹羅廣場的唯一出口。位于附近的曼谷天铁服务于下午5时20分（此时事发不到一个小时）恢复。因交通拥堵，受害者的医疗后送受阻。
10月3日晚间，泰国总理赛塔·他威信前往当地的医院看望伤者，并对此事件中的伤亡者表示哀悼和关切，并下令警方展开调查。同时表示已经致电中国驻泰国大使韩志强对此事件道歉，并承诺泰国政府将竭尽所能为此事件中的中国伤亡者提供帮助，今后会确保中国游客的安全。暹罗百丽宫购物中心发言人表示向事件受害者致以深切哀悼，并对警方和保安人员的反应表示感谢。事件打击外国游客到泰国旅游的信心，为此泰国旅游与体育部部长素那万·旺索帕基科颂强调案件属个别事件，承诺当局会采取措施确保游客安全。
次日暹罗百丽宫照常营业，总理他威信在现场向遇难者默哀一分钟，再次表达政府的哀悼之情。然而往日拥挤的人群不再出现，“比较空”。
10月6日，泰國外交部发布了由嫌犯父亲签名的声明，指他们全家人会承担事件责任，并向受害者道歉，同时承诺会全力配合警方调查。